# George Washington à Princeton
Le portrait George Washington à Princeton a été réalisé par le peintre Charles Willson Peale (1741-1827) en 1779.

## Contexte
Charles Willson Peale - artiste, inventeur, naturaliste, propriétaire de musée - est aussi un des cofondateurs de la Pennsylvania Academy et le patriarche d'une dynastie artistique. Le peintre Rembrandt Peale (1778-1860) est son fils.
Peale fut un soldat de la Guerre d'indépendance des États-Unis, il accéda au grade de capitaine et il réussit même à poursuivre sa carrière de peintre pendant la guerre, exécutant des portraits miniatures, dont celui du général George Washington : ce serait le premier des autres portraits du futur président des États-Unis, peints par Peale,. 
Avec le portrait  George Washington à Princeton - qui est l'un des portraits de Washington, peints de son vivant - le Conseil exécutif suprême de Philadelphie voulait commémorer les victoires de Princeton et de Trenton, après lesquelles les armées britanniques avaient quitté la Pennsylvanie, le New Jersey et la Nouvelle-Angleterre. Washington était, en ce temps-là, le commandant en chef des troupes américaines.

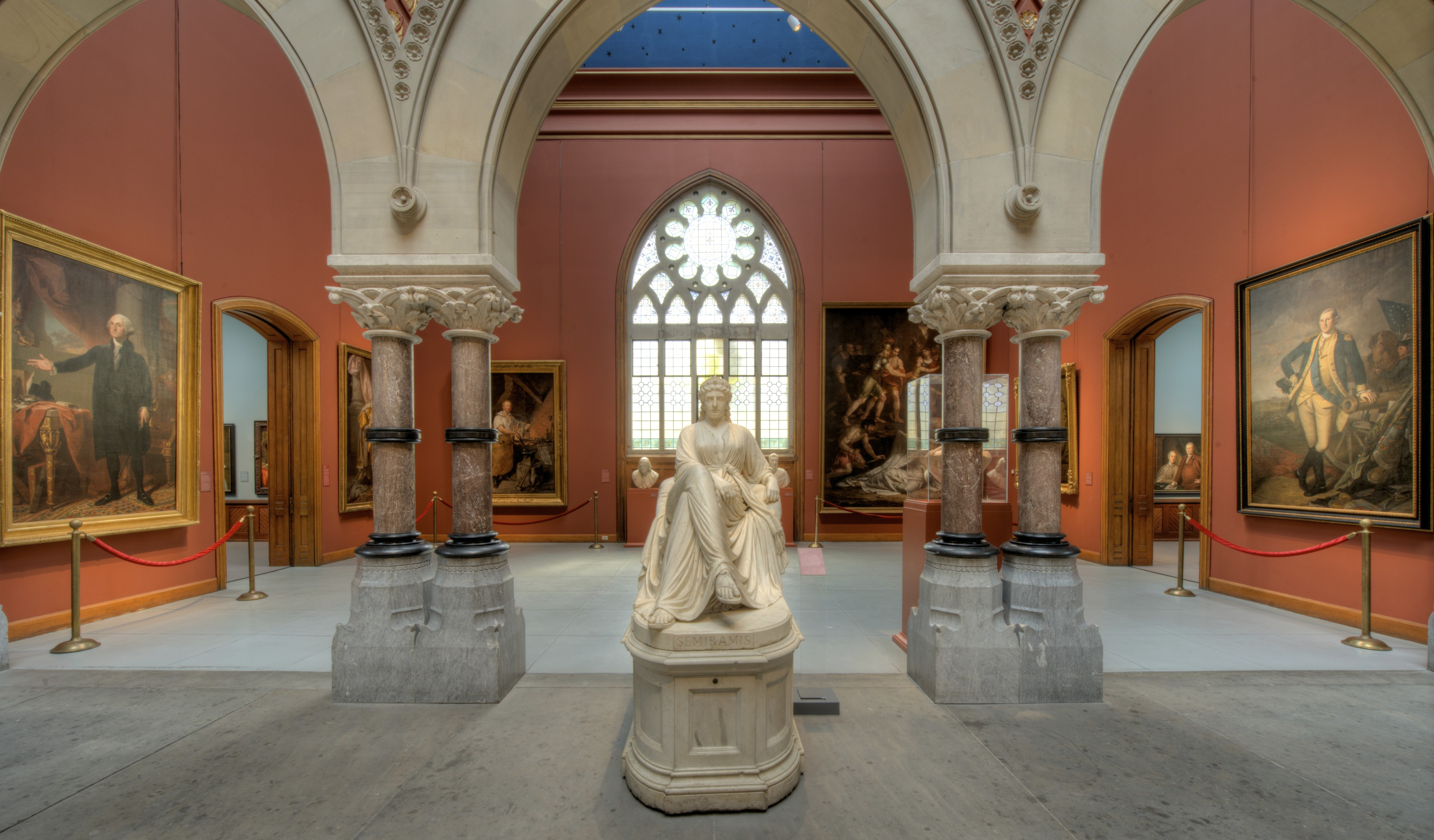
Pennsylvania Academy of Fine Arts - Washington Foyer.

## Description
George Washington est donc représenté comme commandant en chef - signifié par sa voyante ceinture bleue. On voit des canons et, en arrière-plan, des prisonniers de guerre et le Princeton College. Les drapeaux arrachés à l'ennemi sont abandonnés à terre. 
Des répliques ont été demandées à Peale, avant même que ce portrait de George Washington ne soit terminé : mais cette peinture est connue comme l'œuvre originale. Le tableau George Washington à Princeton fut initialement accroché à la Maison de l'État (maintenant, Independence Hall), puis dans au Peale's Museum et plus tard parvint à l'Académie. Dans la même salle est accrochée une copie du George Washington (Lansdowne Portrait) de Gilbert Stuart.

## Répliques
Réalisées par Peale, des répliques en divers formats,  sont au Princeton University Art Museum (1779-1782) ; au Sénat des États-Unis, 1779 ; a Versailles, 1779 ; à la Yale University Art Gallery, 1781 ; au Metropolitan Museum of Art, 1779-1781. À la Princeton University une réplique, 1779–1782, avec quelques différences et sans la ceinture bleue.
Deux autres versions, réduites à 3/4, sont au Cleveland Museum of Art, 1782 ca et au Crystal Bridges Museum of American Art (Bentonville, Arkansas), 1780-1782.